# Xã Bush, Quận Eddy, Bắc Dakota
Xã Bush (tiếng Anh: Bush Township) là một xã thuộc quận Eddy, tiểu bang Bắc Dakota, Hoa Kỳ. Năm 2010, dân số của xã này là 40 người.